# Jonathan Cristian Silva
Jonathan Cristian Silva (ur. 29 czerwca 1994 w La Placie) – argentyński piłkarz występujący na pozycji obrońcy, były reprezentant Argentyny. Wychowanek Estudiantes, w swojej karierze grał także w Boca Juniors oraz Romie, CD Leganés, Getafe CF i Granada CF.